# Tambakjati
Tambakjati is een bestuurslaag in het regentschap Subang van de provincie West-Java, Indonesië. Tambakjati telt 9041 inwoners (volkstelling 2010).